# Floriane Chinsky
Floriane Chinsky (Parigi, 1974) è una rabbina francese.

## Biografia
Floriane Chinsky ha studiato al Lycée Charlemagne, poi all'Université Panthéon-Assas, dove si è laureata in sociologia del diritto e ha discusso la sua tesi dal titolo  "L'Attribution juridique de l'appartenance à la société juive française, divergenze e convergenze dei rabbini su tre fattori fondamentali" nel 1996. Nel 2005, ha discusso la sua tesi di dottorato in sociologia del diritto intitolata  : Les Représentations de la loi juive et de sa flexibilité.
Dal 2000 al 2005 ha studiato allo Schechter Institute of Jewish Studies di Gerusalemme, conseguendo un master in scienze ebraiche e ricevendo l'ordinazione rabbinica. È la terza donna di nazionalità francese ordinata rabbino, dopo Pauline Bebe e Séverine Sokol, nonché la prima donna francese a ottenerla in questo istituto.
Insegna Talmud Torah all'Unione liberale israelita di Francia, alla sinagoga Adath Shalom e al MJLF
Ha lavorato presso Adath Shalom-Est, l'odierna Dor Vador, una comunità Masorti nella parte orientale di Parigi, e presso la sinagoga Eshel Avraham a Be'er Sheva.
Nel 2002 è stata rabbina a Tel Aviv, Omer, del kibbutz Hanaton e della comunità Masorti Yaar Ramot a Gerusalemme.
Ha sostituito Rabbi Dahan nella sinagoga Beth Hillel della comunità ebraica liberale del Belgio, a Bruxelles, divenendo così la prima donna rabbino in Belgio nel 2005. Ha lasciato la sinagoga nel 2010.
Ha fondato la sinagoga Shir Chadash a Bruxelles, legata al movimento Masorti con parte della comunità di Beth Hillel. È il quarto rabbino Masorti francofono nel continente europeo.
Dal 2010 si occupa della sinagoga Neve shalom di Saint-Germain-en-Laye.
Ha ospitato il programma radiofonico settimanale Judaïca tra il 2011 e il 2013 ed è stata caporedattrice della rivista Shofar tra il 2005 e il 2010. Ha inoltre insegnato teologia all'Université catholique de Louvain tra il 2011 e il 2013,e all'Université Saint-Louis - Bruxelles tra il 2005 e il 2008. Partecipa al dialogo interconfessionale, in particolare tramite l'evento Soukat Chalom che riunisce membri di diverse religioni a sostegno della democrazia.,
Lavora ad Akadem. Dal 25 agosto 2014 è rabbino del Movimento per l’ebraismo liberale di Francia, dal 2019 Judaism In Movement in seguito alla fusione con l'ULIF Ha collaborato con i rabbini Yann Boissière, Philippe Haddad, Delphine Horvilleur e Jonas Jacquelin.
Fa un video parasha della settimana intitolata Sur un pied ! pubblicata su Judaism in Movement Judaïsme su YouTube.

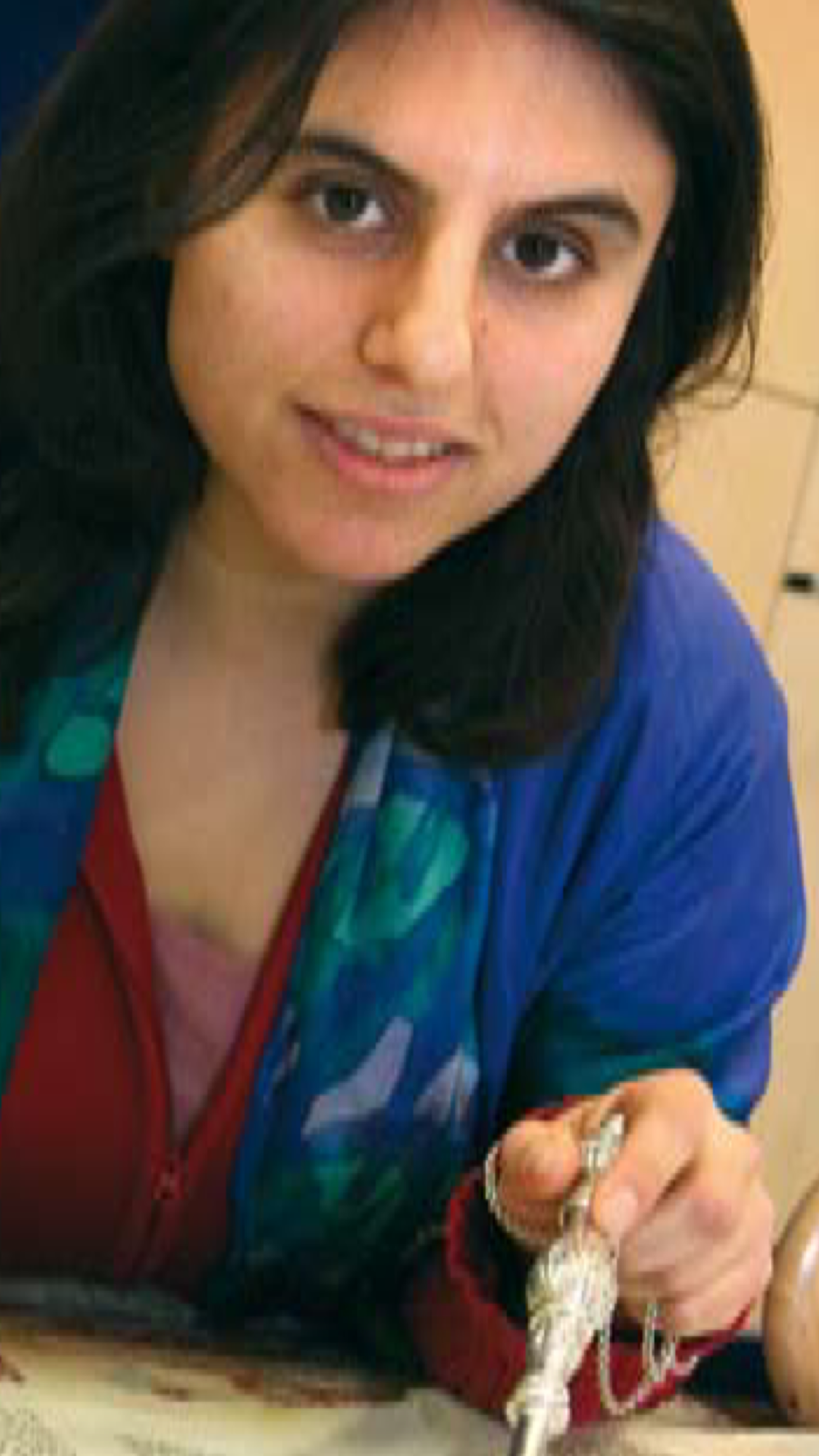
Floriane Chinsky à la synagogue Beith Hillel en 2007

## Pubblicazioni
- Rappresentazioni sociali della legge ebraica e della sua flessibilità[20].
- La Torah non è nel cielo. Un'autorità con fondamenta dinamiche in On Authority sotto la direzione di Bernard Van Meenen, Bruxelles, Presses de l'Université Saint-Louis - Bruxelles 2006ISBN 978-2-8028-0175-7[21],[22].
- La Torah ha commentato il nostro tempo - Volume 3 - Numbers and Deuteronomy, di Harvey J. Fields, introduzione di Floriane Chinsky,ISBN 978-2-36890-435-0, editore Le Passeur, Parigi, 2017
- Les grandes figures de la bible, collettiva sotto la direzione di Jean-Marie Guénois e Marie-Noëlle Thabut, Parigi, edizioni Tallandier, 368 pagine, 2018,ISBN 979-1021032088